# 인교돈
인교돈(印敎敦, 1992년 6월 27일~)은 대한민국의 태권도 선수이다. 세계 태권도 선수권 대회에서 동메달 1개, 아시아 태권도 선수권 대회에서 금메달 2개를 획득했으며, 2020년 하계 올림픽 태권도 남자 +80kg급에서 동메달을 획득하였다.

## 생애
본관은 교동이며, 인천 출생이다. 2011년 세계 선수권 대회로 국제무대에 데뷔하였다. 16강전에서 이탈리아의 마우로 사르미엔토에게 패하며 대회를 마감하였다. 2012년 하계 올림픽 태권도에 참가하기 위해 같은 체급의 차동민, 이상빈과 경쟁을 하였으나 최종적으로 차동민이 발탁되면서 올림픽 데뷔하지는 못했다. 같은해 포천시 대진대학교 체육관에서 열린 세계 대학 선수권 대회에 출전하여 금메달을 획득하였다.
이후 그는 잦은 부상과 재활치료로 경기를 많이 뛰지 못하였고 2013년경 목 부분에 혹을 발견하였다. 이를 약 1년간 방치했고. 2014년 코리아오픈 대회 이후 확인 결과 혈액암 중 하나인 림프종 판정을 받았다. 8월에 첫 수술을 받았다. 4개월에 거쳐 약 8번의 항암치료를 받았고 2015년부터 다시 국내외 대회에 출전하기 시작하였다. 2019년 완치 판정을 받기 전까지 그는 병과 싸우며 훈련을 했고 대회도 참가를 하였다.
광주광역시에서 열린 2015년 하계 유니버시아드에 참가하였고 결승전까지 진출하였으나 이란의 아미디 오미드에게 3-4로 패하며 은메달을 획득하였다. 2016년에는 WTF 월드팀선수권대회에 대한민국 대표 중 한명으로 참가하였다. 마지막 예선전에서 1점차 지고있는 상황에서 나와 3초 남기고 역전을 하며 다음 라운드 진출에 기여하였다. 준결승전에서는 벨기에와 만나 43대 13이라는 30점차 승을리를 하였으나 결승전에서 아제르바이잔에 패배하며 은메달을 획득하였다. 경기 종료 후 인터뷰에서 "상대 선수 모두 기량도 좋고 우리보다 키와 힘이 압도적으로 밀렸다"고 말하였다.
무주군 태권도원에서 열린 2017년 세계 태권도 선수권 대회에 2011년에 이어 두번째로 참가하였다. 준결승전까지 진출 하였지만 당시 세계랭킹 1위였던 러시아의 블라디슬라프 라린에게 패하며 결승 진출에 실패하였고 동메달을 획득하였다. 하지만 영국에서 열린 2017 월드 그랑프리 3차전에서는 러시아의 라파옐 아유카예프를 15대 8로 이기며 월드 그랑프리 참가후 첫 금메달을 획득하였다.
2012년 하계 올림픽 태권도 대표팀 발탁에 실패했던 그는 2020년 하계 올림픽 대표팀에는 발탁되며 생애 첫 올림픽 무대 진출권을 획득하였다. 코로나19 범유행으로 올림픽이 1년 연기되었으나 세계 태권도 연맹은 이미 배분된 올림픽 출전권은 유지하기로 결정하며 올림픽에 나갈 수 있게 되었다. 2021년 7월 27일 +80kg급에 참가하여 준결승전까지 진출하였지만 북마케도니아의 게오르기에프스키에 패배하며 결승전 진출에는 실패하였다. 동메달 결정전에서 슬로베니아의 이반 트라이코비치를 5대4로 승리하며 동메달을 획득하였다.

## 학력
- 인천인동초등학교 졸업
- 화도진중학교 졸업
- 인평자동차정보고등학교 졸업
- 용인대학교 태권도경기지도학과 학사
- 용인대학교 체육교육학과 석사

## 별명
- 1회전, 2회전 팽팽한 승부를 하다가도 3회전에는 승리하는 경우가 있었고, '3회전 승부사'라는 별명이 생겼다.[1]